# Deutscher Musikeditionspreis
Der Deutsche Musikeditionspreis BEST EDITION ist ein vom  Deutschen Musikverleger-Verband in Berlin jährlich seit 2004 an Musikverlage verliehener Preis, mit dem Notenausgaben und Musikbücher und digitale Musikausgaben von herausragender Qualität ausgezeichnet werden. Damit soll die Leistung der an der Produktion Beteiligten gewürdigt, vor allem aber auch das Qualitätsbewusstsein der Öffentlichkeit angesprochen werden.
Der Jury gehören an:
- Jan-Sören Fölster (Kirchenmusiker)
- Susanne Funk (Musikalienhändlerin)
- Mario Müller (Musikschullehrer)
- Bert Odenthal (Grafik-Designer)
- Prof. Dörte Schmidt (Musikwissenschaftlerin)
- Michael Struck-Schloen (Musikkritiker)

Verlagsmitarbeiter sind als Jury-Mitglieder nicht zugelassen, auch wenn sich der betreffende Verlag nicht am Wettbewerb beteiligt. Alle eingereichten Werke werden nach folgenden Kriterien beurteilt:
1. Editorischer Gesamteindruck
2. Besondere verlegerische oder wissenschaftliche Leistung oder Idee
3. Korrektheit und Qualität des Notenbildes (Stich, Typie, elektronischer Notensatz, Kalligraphie)
4. Grafische Gestaltung
5. Bei digitalen Einreichungen: Nutzerfreundlichkeit, Innovation, Barrierefreiheit
6. Druck, Papier, Einband

## Preisträger (2014–2017)
2014
- Manfred Schmitz, Klavier – Erster Weg zum Spielen nach Akkordsymbolen, AMA
- Antonio Salieri, Prima la musica e poi le parole, hrsg. von Thomas Betzwieser, Bärenreiter
- Rainer Nonnenmann, Der Gang durch die Klippen, Breitkopf & Härtel
- 125 Party Pieces, Forum Zeitgenössischer Musik Leipzig
- Andreas Kuch und Indra Tedjasukmana, BEATBOX COMPLETE, Helbing
- Tonart 9/10 Schülerbuch, Regionalausgabe B, hrsg. von Wieland Schmid, Helbing
- Oskar Fried, Lieder, hrsg. von Alexander Gudron und Urs Liska, Sound-rel
- Krzysztof Penderecki, Cantate Domino, Schott
- Alban Berg, I. Abt.: Musikalische Werke Bd. 2, Universal

2015
- Georg Kreisler, Lieder und Chansons, hrsg. von Barbara Kreisler-Peters und Thomas A. Schneider, Schott
- Gabriel Fauré, Sämtliche Lieder, hrsg. von Roy Howat und Emily Kilpatrick, Peters
- Gioachino Rossini, Le comte Ory, hrsg. von Damien Colas, Bärenreiter
- Birgit Baude und Barbara Hintermeier, Senioren musizieren: Blockflöte, Schott
- Listening Lab – Materialien zur Musikvermittlung, Universal
- Johann Sebastian Bach, Sämtliche Orgelwerke, hrsg. von David Schulenberg, Breitkopf & Härtel
- Heribert Henrich, Bernd Alois Zimmermann Werkverzeichnis, Schott
- Mund auf statt Klappe zu! Frauenbewegung in lauten Tönen, CID/Fraen an Gender, Furore
- Richard Filz und Ulrich Moritz, BodyGroove Advanced, Helbing
- I Himmelen, hrsg. von Hans Wülfing, Peters

2016
- Markus Detterbeck und Gero Schmidt-Oberländer, MusiX. Das Kursbuch Musik 3, Helbing
- Peter Gülke, Musik und Abschied, Bärenreiter
- Alban Berg, Sieben frühe Lieder für Singstimme und Orchester, hrsg. von Michael Kube, Breitkopf & Härtel
- Bohuslav Martinů, The Epic of Gilgamesh, hrsg. von Aleš Březina, Bärenreiter
- Schumann-Briefedition Bde. I.4–7, Briefwechsel von Clara und Robert Schumann 1831 bis 1856, hrsg. von Anja Mühlenweg, Thomas Synofzik und Sophia Zeil, Dohr
- Beat Furrer, la bianca notte / die helle nacht, Bärenreiter
- Viktor Ullmann, Der Kaiser von Atlantis oder Die Tod-Verweigerung, hrsg. von Henning Brauel, Eulenburg
- Mehr als Worte sagt ein Lied, Jugendchorbuch für gleiche Stimmen, hrsg. vom Deutschen Chorverband Pueri Cantores, Carus
- Mathias „Maze“ Leber, Modern Pop Piano, Schott
- carus music, die Chor-App, Carus

2017
- François Couperin, Pièces de clavecin, hrsg. von Denis Herlin, Bärenreiter
- Chorbuch zum Evangelischen Gesangbuch, hrsg. von Kay Johannsen und Richard Mailänder, Carus
- Liebeslieder, Liederbuch mit Mitsing-CD, Chorbuch, Klavierband, CDs, hrsg. von Mirjam James, Friedemann Luz und Frieder Bernius, Carus
- Reine Frauensache!, 60 Highlights für Frauenchor, hrsg. von Jürgen Faßbender, Uwe Henkhaus, Ernie Rhein und Jochen Stankewitz, Peters
- Johann Strauss (Sohn), Wiener Blut – Operette in 3 Akten, hrsg. von Michael Rot, Hermann
- Richard Strauss, Späte Aufzeichnungen, hrsg. von Marion Beyer, Jürgen May und Walter Werbeck, Schott
- Pièces de Concours, Issues du répertoire du Conservatoire de Paris, hrsg. von Jutta Puchhammer-Sédillot, Schott
- Walter Jurmann, Veronika, der Lenz ist da, hrsg. von Yvonne Jurmann, Schott